# Duorraiauretje (Sorsele socken, Lappland, 733921-146966)
Duorraiauretje är en sjö i Sorsele kommun i Lappland och ingår i Ranas huvudavrinningsområde. Duorraiauretje ligger i Vindelfjällen Natura 2000-område.